# Mitjó (Tàpies)
Mitjó és una escultura de l'artista català Antoni Tàpies. Mesura 2,75 metres d'alçada i es troba exposat a la terrassa interior de la Fundació Antoni Tàpies de Barcelona.
L'obra, que en un principi anava a ser creada pel Saló Oval del Palau Nacional, va ser objecte d'una gran controvèrsia i finalment no es va realitzar. 18 anys més tard, en la restauració de la Fundació Antoni Tàpies, es crearia l'obra, de mides més reduïdes respecte a la versió original.

## Història
L'any 1991, el Palau Nacional de Barcelona estava en plenes obres de reforma per acollir el Museu Nacional d'Art de Catalunya. L'arquitecta italiana Gae Aulenti era l'encarregada de la remodelació i va pensar que per al Saló Oval convenia crear una escultura contemporània que donés un signe de vida i contrastés amb l'arquitectura de la sala, en un edifici d'estils molt eclèctics. Per això va contactar amb Tàpies, que va proposar Mitjó. Consistia en un mitjó blanc penetrat per filaments negres i foradat en diversos punts. L'obra proposada mesurava 18 metres d'alçada i s'hi podia caminar per dins. La presentació de la maqueta, d'uns 20 cm d'alçada, va ser molt controvertida, arribant a dividir el patronat del museu. També les divergències entre l'Ajuntament (PSC) i la Generalitat (CiU) sobre la idoneïtat de la proposta es van convertir en una pugna entre convergents i socialistes. Tampoc el gran públic no va veure amb bons ulls l'obra de Tàpies.
Finalment, després de la negativa de Tàpies de canviar el seu projecte, es va decidir no crear l'obra per al Saló. Mitjó va haver d'esperar fins a 18 anys per acabar materialitzant-se (de 1992 a 2010). Va ser en el marc de la remodelació que va durar del 2008 al 2010. Segons Laurence Rassel, directora de projectes de la Fundació Tàpies, tot va sorgir quan els arquitectes de la remodelació van proposar col·locar una escultura al terrat. Van tenir clar des del primer moment que la millor opció era Mitjó. Es va decidir situar l'escultura directament sobre el terra de grava, sense cap pedestal. L'obra va ser creada en el taller de Pere Casanoves a Mataró.
Aquesta obra va ser una de les estrelles en la inauguració de la Fundació Tàpies restaurada, el 3 de març del 2010. Durant la presentació de l'obra, el llavors alcalde de Barcelona Jordi Hereu va mostrar la seva alegria de veure l'obra instal·lada, ja que, segons deia, era una obra que esperava des de feia temps. D'altra banda, José Montilla, llavors president de la Generalitat, va lloar el treball de la família.

## Anàlisi
Com a gran exponent de l'informalisme matèric, força sovint Tàpies feia art amb d'objectes modestos i pobres combinats amb elements pictòrics i escultòrics. Aquesta característica la veiem també en obres com Rinzen (que utilitza un llit com a element central) o a Núvol i cadira. D'altra banda, les creus negres d'acer inoxidable que apareixen en aquesta obra (així com en moltes altres obres de l'autor) simbolitzen una t de Tàpies.
Després de les crítiques que va rebre l'obra quan va ser projectada per al Saló Oval, Antoni Tàpies va justificar l'obra dient que el seu objectiu havia estat el de proposar la meditació a l'espectador i posar de manifest la importància de les coses petites en l'ordre còsmic de l'univers. Malgrat això, allà on Tàpies intentava realçar la significació d'allò a priori insignificant, el gran públic hi seguia veient un mitjó foradat. Certament l'obra va tenir molts partidaris i detractors quan va veure la llum.